# Ålkatjmassivet
Ålkatjmassivet (även Oalgásj) ligger i de västra/centrala delarna av Sareks nationalpark. Högsta punkten är berget Akkatjåkkos topp med 1974 meter. I de östra delarna finns två platåglaciärer, Årjep-Ålkatjjekna och Jåkkåtjkaskajekna.

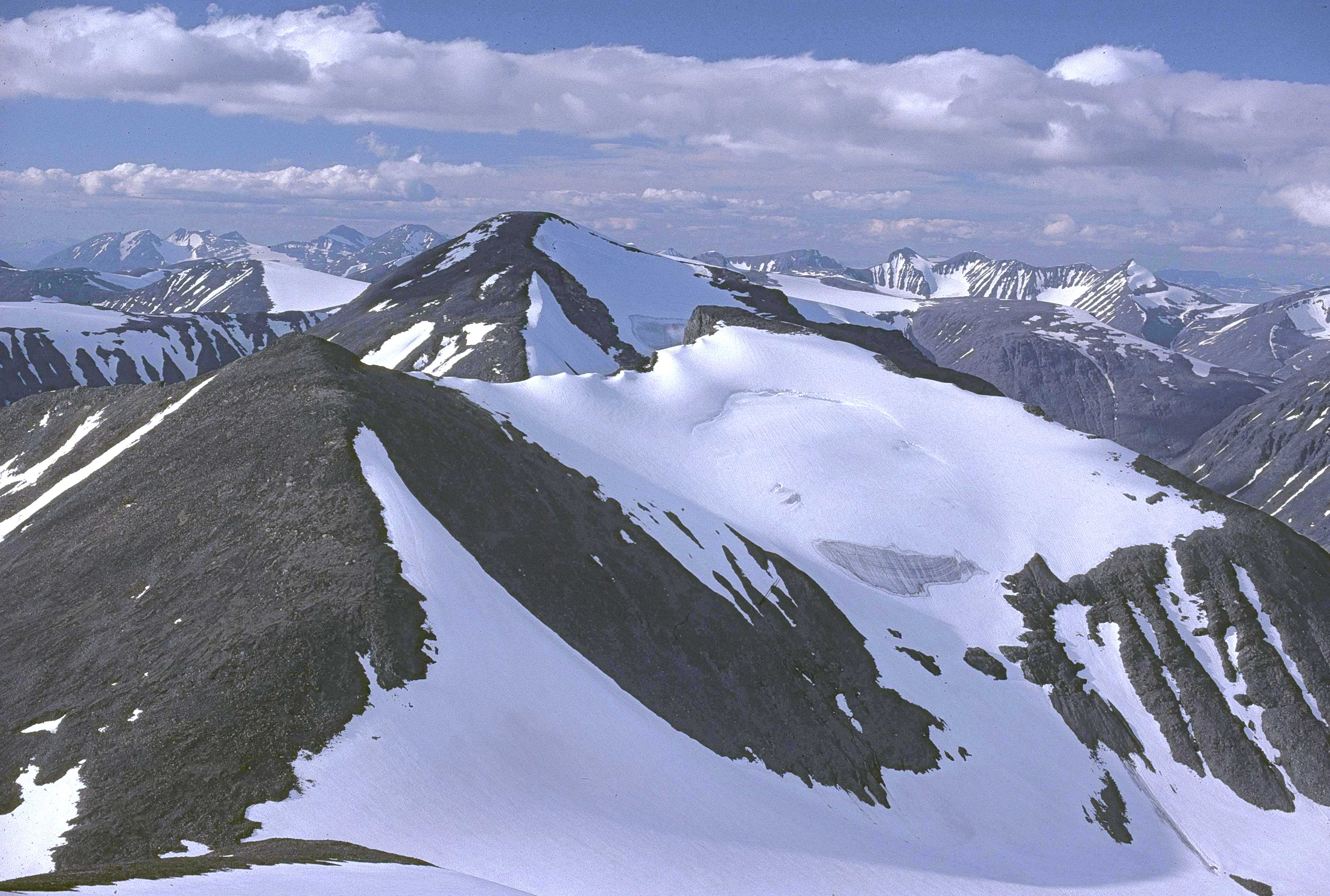
Från det inre av Ålkatj, Sadelberget närmast och den högsta toppen, Akkatjåkkå. Akkamassivet och Sarektjåkkåmassivet i bakgrunden
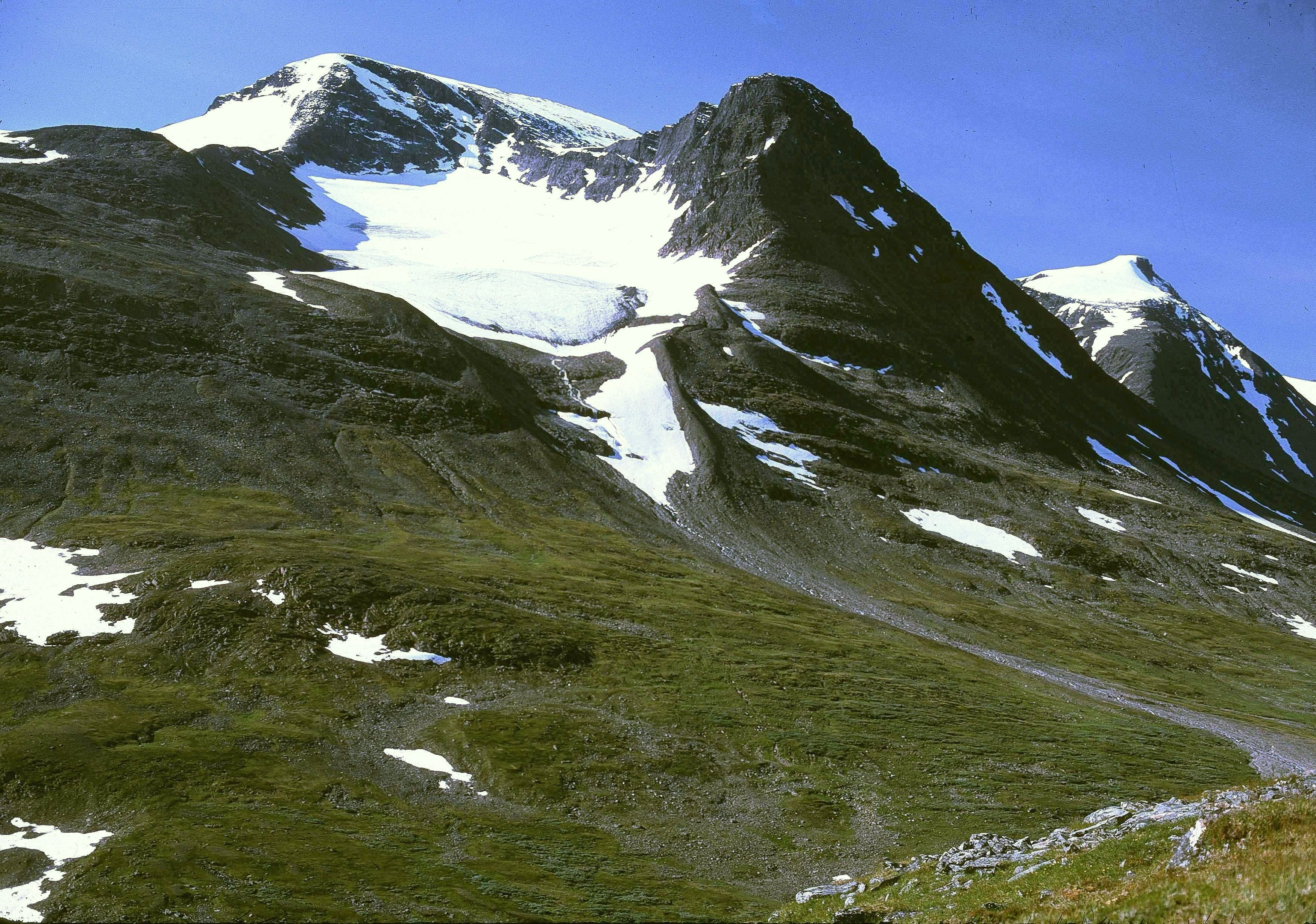
Ålkatj från öster, berget Skårvatjåkkå. Akkatjåkkå i bakgrunden